# Красная Зорька (Балашовский район)
Кра́сная Зо́рька — посёлок в Балашовском районе Саратовской области, входит в состав Тростянского муниципального образования. Основан в 1922 году.

## География
Посёлок находится на расстоянии примерно 11 км (по прямой) к юго-западу от города Балашов, административного центра района.

### Часовой пояс
Посёлок Красная Зорька, как и вся Саратовская область, находится в часовой зоне МСК+1. Смещение применяемого времени относительно UTC составляет +4:00.

## Население
| 2010 |
| ---- |
| 23   |

### Национальный состав
Согласно результатам переписи 2002 года, в национальной структуре населения русские составляли 91 % из 33 чел.